# Blepharispermum
Blepharispermum es un género de plantas fanerógamas perteneciente a la familia de las asteráceas. Comprende 19 especies descritas y solo 16 aceptadas.

## Taxonomía
El género fue descrito por Wight ex DC. y publicado en Contributions to the Botany of India 11. 1834

## Especies seleccionadas
A continuación se brinda un listado de las especies del género Blepharispermum aceptadas hasta junio de 2012, ordenadas alfabéticamente. Para cada una se indica el nombre binomial seguido del autor, abreviado según las convenciones y usos.
- Blepharispermum arcuatum T.Erikss.
- Blepharispermum brachycarphum Mattf.
- Blepharispermum canescens T.Erikss.
- Blepharispermum ellenbeckii Cufod.
- Blepharispermum fruticosum Klatt ex Schinz
- Blepharispermum hirtum Oliv.
- Blepharispermum minus S.Moore
- Blepharispermum obovatum Chiov.
- Blepharispermum petiolare DC.
- Blepharispermum pubescens S.Moore
- Blepharispermum spinulosum Oliv. & Hiern
- Blepharispermum subsessile DC.
- Blepharispermum villosum O.Hoffm.
- Blepharispermum xerothamnum Mattf.
- Blepharispermum yemense Deflers
- Blepharispermum zanguebaricum Oliv. & Hiern